# Olympische Sommerspiele 1976/Teilnehmer (BR Deutschland)
| Gelbes Symbol für Goldmedaillen mit stilisierten Olympischen Ringen | Graues Symbol für Silbermedaillen mit stilisierten Olympischen Ringen | Braundes Symbol für Bronzemedaillen mit stilisierten Olympischen Ringen |
| ------------------------------------------------------------------- | --------------------------------------------------------------------- | ----------------------------------------------------------------------- |
| 10                                                                  | 12                                                                    | 17                                                                      |

Die Bundesrepublik Deutschland trat bei den Olympischen Sommerspielen 1976 im kanadischen Montreal mit einer Delegation von insgesamt 290 Sportlern an, davon 257 Männer und 33 Frauen, Deutschland belegte mit 10 Gold-, 12 Silber- und 17 Bronzemedaillen den vierten Platz im Medaillenspiegel. Fahnenträger bei der Eröffnungsfeier war der Reiter Hans Günter Winkler.

## Medaillen

### Medaillenspiegel
| Rang   | Sportart       | Gold | Silber | Bronze | Gesamt |
| ------ | -------------- | ---- | ------ | ------ | ------ |
| 1      | Reiten         | 2    | 3      | 2      | 7      |
| 2      | Fechten        | 2    | 2      | −      | 4      |
| 3      | Segeln         | 2    | −      | 1      | 3      |
| 4      | Radsport       | 2    | −      | −      | 2      |
| 5      | Leichtathletik | 1    | 4      | 4      | 9      |
| 6      | Schießen       | 1    | 1      | 1      | 3      |
| 7      | Rudern         | −    | 1      | 3      | 4      |
| 8      | Judo           | −    | 1      | −      | 1      |
| 9      | Ringen         | −    | −      | 2      | 2      |
| 9      | Schwimmen      | −    | −      | 2      | 2      |
| 11     | Boxen          | −    | −      | 1      | 1      |
| 11     | Turnen         | −    | −      | 1      | 1      |
| Gesamt | Gesamt         | 10   | 12     | 17     | 39     |

### Medaillengewinner
| Name/n                                                                         | Sportart       | Wettkampf                            |
| ------------------------------------------------------------------------------ | -------------- | ------------------------------------ |
| Gold                                                                           |                |                                      |
| Thomas Bach Matthias Behr Harald Hein Klaus Reichert Erk Sens-Gorius           | Fechten        | Florett Mannschaft                   |
| Alexander Pusch                                                                | Fechten        | Degen Einzel                         |
| Annegret Richter                                                               | Leichtathletik | 100 m                                |
| Gregor Braun                                                                   | Radsport       | Einerverfolgung                      |
| Gregor Braun Hans Lutz Günther Schumacher Peter Vonhof                         | Radsport       | Mannschaftsverfolgung                |
| Alwin Schockemöhle                                                             | Reiten         | Springreiten Einzel                  |
| Harry Boldt Gabriela Grillo Reiner Klimke                                      | Reiten         | Dressur Mannschaft                   |
| Karlheinz Smieszek                                                             | Schießen       | 50 m Kleinkaliber liegend            |
| Eckart Diesch Jörg Diesch                                                      | Segeln         | Flying Dutchman                      |
| Harro Bode Frank Hübner                                                        | Segeln         | 470er                                |
| Silber                                                                         |                |                                      |
| Jürgen Hehn                                                                    | Fechten        | Degen Einzel                         |
| Reinhold Behr Volker Fischer Jürgen Hehn Hanns Jana Alexander Pusch            | Fechten        | Degen Mannschaft                     |
| Günther Neureuther                                                             | Judo           | Schwergewicht                        |
| Guido Kratschmer                                                               | Leichtathletik | Zehnkampf                            |
| Annegret Richter                                                               | Leichtathletik | 200 m                                |
| Inge Helten Annegret Kroniger Elvira Possekel, und Annegret Richter            | Leichtathletik | 4 × 100 m                            |
| Marion Becker                                                                  | Leichtathletik | Speerwurf                            |
| Otto Ammermann Herbert Blöcker Helmut Rethemeier Karl Schultz                  | Reiten         | Vielseitigkeit Mannschaft            |
| Alwin Schockemöhle Paul Schockemöhle Sönke Sönksen Hans Günter Winkler         | Reiten         | Springreiten Mannschaft              |
| Harry Boldt                                                                    | Reiten         | Dressur Einzel                       |
| Peter-Michael Kolbe                                                            | Rudern         | Einer                                |
| Ulrich Lind                                                                    | Schießen       | 50 m Kleinkaliber liegend            |
| Bronze                                                                         |                |                                      |
| Reinhard Skricek                                                               | Boxen          | Weltergewicht                        |
| Paul-Heinz Wellmann                                                            | Leichtathletik | 1500 m                               |
| Klaus-Peter Hildenbrand                                                        | Leichtathletik | 1500 m                               |
| Bernd Herrmann Franz-Peter Hofmeister Lothar Krieg Harald Schmid               | Leichtathletik | 4 × 400 m                            |
| Inge Helten                                                                    | Leichtathletik | 100 m                                |
| Karl Schultz                                                                   | Reiten         | Vielseitigkeit Einzel                |
| Reiner Klimke                                                                  | Reiten         | Dressur Einzel                       |
| Karl-Heinz Helbing                                                             | Ringen         | Klasse bis 74 kg griechisch-römisch  |
| Adolf Seger                                                                    | Ringen         | Klasse bis 82 kg Freistil            |
| Thomas Strauß Peter van Roye                                                   | Rudern         | Zweier ohne Steuermann               |
| Hans-Johann Färber Siegfried Fricke Ralph Kubail Peter Niehusen Hartmut Wenzel | Rudern         | Vierer mit Steuermann                |
| Edith Eckbauer Thea Einöder                                                    | Rudern         | Zweier ohne Steuerfrau               |
| Werner Seibold                                                                 | Schießen       | 50 m Kleinkaliber Dreistellungskampf |
| Peter Nocke                                                                    | Schwimmen      | 100 m Freistil                       |
| Michael Kraus Walter Kusch Peter Nocke Klaus Steinbach                         | Schwimmen      | 4 × 100 m Lagen                      |
| Jörg Schmall Jörg Spengler                                                     | Segeln         | Tornado                              |
| Eberhard Gienger                                                               | Turnen         | Barren                               |

## Teilnehmer

### Bogenschießen
| Athleten       | Wettbewerb | 1. Runde | 1. Runde | 2. Runde | 2. Runde | Gesamt | Gesamt |
| Athleten       | Wettbewerb | Punkte   | Rang     | Punkte   | Rang     | Punkte | Rang   |
| -------------- | ---------- | -------- | -------- | -------- | -------- | ------ | ------ |
| Männer         |            |          |          |          |          |        |        |
| Willi Gabriel  | Einzel     | 1203     | 8        | 1232     | 8        | 2435   | 6      |
| Rudolf Schiffl | Einzel     | 1141     | 24       | 1185     | 23       | 2326   | 27     |
| Frauen         |            |          |          |          |          |        |        |
| Maria Urban    | Einzel     | 1216     | 2        | 1160     | 15       | 2376   | 8      |

### Boxen
| Athleten         | Wettbewerb        | 1. Runde | 1. Runde | 2. Runde | 2. Runde | Achtelfinale  | Achtelfinale  | Viertelfinale | Viertelfinale | Halbfinale    | Halbfinale    | Finale        | Finale        | Rang   |
| Athleten         | Wettbewerb        | Gegner   | Ergebnis | Gegner   | Ergebnis | Gegner        | Ergebnis      | Gegner        | Ergebnis      | Gegner        | Ergebnis      | Gegner        | Ergebnis      | Rang   |
| ---------------- | ----------------- | -------- | -------- | -------- | -------- | ------------- | ------------- | ------------- | ------------- | ------------- | ------------- | ------------- | ------------- | ------ |
| Männer           |                   |          |          |          |          |               |               |               |               |               |               |               |               |        |
| Joachim Schür    | Fliegengewicht    | Jong     | RSC2     | sss      | sss      | ausgeschieden | ausgeschieden | ausgeschieden | ausgeschieden | ausgeschieden | ausgeschieden | ausgeschieden | ausgeschieden | 16     |
| René Weller      | Federgewicht      | Thomas   | 3:2      | sss      | sss      | Ciochină      | 1:4           | ausgeschieden | ausgeschieden | ausgeschieden | ausgeschieden | ausgeschieden | ausgeschieden | 9      |
| Ernst Müller     | Halbweltergewicht | Freilos  | Freilos  | Ibrahim  | w.o.     | Kolew         | 0:5           | ausgeschieden | ausgeschieden | ausgeschieden | ausgeschieden | ausgeschieden | ausgeschieden | 9      |
| Reinhard Skricek | Weltergewicht     | Freilos  | Freilos  | Vallejo  | 5:0      | Minchillo     | 5:0           | McCallum      | 3:2           | Gamarro       | RSC3          | ausgeschieden | ausgeschieden | Bronze |
| Wolfgang Gruber  | Halbschwergewicht | Freilos  | Freilos  | ss       | ss       | Sabat         | w.o.          | Soria         | K. o.         | ausgeschieden | ausgeschieden | ausgeschieden | ausgeschieden | 5      |
| Peter Hussing    | Schwergewicht     | Freilos  | Freilos  | sss      | sss      | Pakózdi       | 5:0           | Tate          | 2:3           | Stevenson     | TKO           | Alexe         | w.o.          | 5      |

### Fechten
| Athleten                                                                        | Wettbewerb         | 1. Runde                                   | 1. Runde            | 2. Runde                                                | 2. Runde            | 3. Runde                                         | 3. Runde            | Viertelfinale                     | Viertelfinale | Halbfinale                           | Halbfinale    | Finale                                                            | Finale              | Rang   |
| Athleten                                                                        | Wettbewerb         | Gegner                                     | Erg.                | Gegner                                                  | Erg.                | Gegner                                           | Erg.                | Gegner                            | Erg.          | Gegner                               | Erg.          | Gegner                                                            | Erg.                | Rang   |
| ------------------------------------------------------------------------------- | ------------------ | ------------------------------------------ | ------------------- | ------------------------------------------------------- | ------------------- | ------------------------------------------------ | ------------------- | --------------------------------- | ------------- | ------------------------------------ | ------------- | ----------------------------------------------------------------- | ------------------- | ------ |
| Frauen                                                                          |                    |                                            |                     |                                                         |                     |                                                  |                     |                                   |               |                                      |               |                                                                   |                     |        |
| Cornelia Hanisch                                                                | Florett Einzel     | Green Consolata Collino Drori Franke       | 5:4 5:2 5:1 5:2     | Smith Ager Hennyey Wysoczańska Lorenzoni                | 5:3 5:1 4:5 2:5     | Wrigglesworth Van Eyck Josland Smith Wysoczańska | 3:5 5:3 5:1 5:3 1:5 | Borghs                            | 8:3           | Stahl                                | 8:6           | Ildikó Tordasi Consolata Collino Belowa Dumont Farkasinszky-Bóbis | 4:5 3:5 1:5 0:5 5:2 | 5      |
| Ute Kircheis                                                                    | Florett Einzel     | Lorenzoni Sidorowa Hennyey Yoshikawa       | 1:5 4:5 5:4 5:0     | Belowa Madsen Dumont Payer Farkasinszky-Bóbis           | 3:5 2:5 3:5 5:3     | ausgeschieden                                    | ausgeschieden       | ausgeschieden                     | ausgeschieden | ausgeschieden                        | ausgeschieden | ausgeschieden                                                     | ausgeschieden       | 32     |
| Brigitte Oertel                                                                 | Florett Einzel     | Bartoș Wysoczańska Payer Tack-Fang         | 5:3 5:2 5:0         | Josland Knjasewa Ráczová Bartoș Machnicka-Urbańska      | 1:5 4:5 5:3 5:2     | Stahl Sidorowa Ráczová Staszak-Makowska Halsted  | 2:5 4:5 3:5 5:2     | ausgeschieden                     | ausgeschieden | ausgeschieden                        | ausgeschieden | ausgeschieden                                                     | ausgeschieden       | 18     |
| Cornelia Hanisch Jutta Höhne Ute Kircheis Brigitte Oertel Karin Rutz-Gießelmann | Florett Mannschaft | Ungarn Japan                               | 6:8 10:6            | —                                                       | —                   | —                                                | —                   | Italien                           | 9:2           | Sowjetunion                          | 6:9           | Platz 3: Ungarn                                                   | 4:9                 | 4      |
| Männer                                                                          |                    |                                            |                     |                                                         |                     |                                                  |                     |                                   |               |                                      |               |                                                                   |                     |        |
| Matthias Behr                                                                   | Florett Einzel     | Kawatsu Jurka Vergara Ballinger Akbari     | 5:3 5:4 5:1 3:5 2:5 | Pietruszka Dal Zotto Donofrio Somodi Jingu              | 4:5 5:3 5:1 3:5     | Denissow Pietruszka Hein Salvat Wojciechowski    | 1:5 5:2 4:5 3:5 5:2 | Hoffnungsrunde: Kuki              | 9:10          | ausgeschieden                        | ausgeschieden | ausgeschieden                                                     | ausgeschieden       | 13     |
| Harald Hein                                                                     | Florett Einzel     | Stankowytsch Dal Zotto Lúpiz Chan Donofrio | 5:4 5:1 5:4 4:5     | Koukal Denissow Bruniges Gaille Lang                    | 4:5 2:5 5:4 5:3     | Denissow Pietruszka Behr Salvat Wojciechowski    | 1:5 5:3 5:4 5:2 5:4 | Pietruszka                        | 10:9          | Dal Zotto Hoffnungsrunde: Pietruszka | 9:10 3:10     | ausgeschieden                                                     | ausgeschieden       | 9      |
| Klaus Reichert                                                                  | Florett Einzel     | Kuki Jhons Pashapour Feraud Koziejowski    | 5:3 5:0 2:5         | Haertter Komatits Țiu Jhons Ballinger                   | 5:4 5:1 5:4 4:5     | Benko Dąbrowski Ballinger Koukal Kuki            | 5:1 5:0 5:2 4:5     | Hoffnungsrunde: Komatits          | 5:10          | ausgeschieden                        | ausgeschieden | ausgeschieden                                                     | ausgeschieden       | 13     |
| Reinhold Behr                                                                   | Degen Einzel       | Pongratz Abuschachmetow Kam Cramer         | 5:4 5:5 5:0 4:5     | Flodström Normann Matwiejew Zobl-Wessely Kauter         | 5:3 5:4 5:3 4:5     | Osztrics Edling Boisse Müller Normann            | 1:5 5:4 5:2 5:0 5:4 | Janikowski Hoffnungsrunde: Kauter | 9:10 10:6     | Flodström                            | 2:10          | ausgeschieden                                                     | ausgeschieden       | 9      |
| Jürgen Hehn                                                                     | Degen Einzel       | Jacobson Lukomski Feraud Varaljay          | 1:5 3:5 5:1         | Bena Johnson Abuschachmetow Vergara Horrapun Janikowski | 5:1 5:4 5:2 3:5     | Koppang Bykow Jurka Kauter Fenyvesi              |                     | Pezza Hoffnungsrunde: Johnson     | 6:10 10:5     | Hoffnungsrunde: Pezza Fenyvesi       | 10:4 10:5     | Pusch Osztrics Wojciechowski Kulcsár Edling                       | 2:5 5:4 5:3 1:5     | Silber |
| Alexander Pusch                                                                 | Degen Einzel       | Johnson Pezza Tatrallyay Pirán             | 1:5 5:2 5:0 5:1     | Iorgu Osztrics Koppang Benko Soumagne                   | 5:2 5:1 5:4 5:1 3:5 | Iorgu Kulcsár Flodström Suchanecki Granieri      | 1:5 5:3 5:1         | Kulcsár                           | 10:5          | Flodström                            | 10:7          | Hehn Osztrics Wojciechowski Kulcsár Edling                        | 5:2 5:4 3:5 4:5     | Gold   |
| Tycho Weißgerber                                                                | Säbel Einzel       | Irmiciuc Bena Horrapun Dimitrow Bejarano   | 3:5 4:5 5:3 5:4 5:0 | Aldo Montano Gedővári Bierkowski Lavoie Deanfield       | 2:5 4:5 1:5 5:3     | Sidjak Gedővári Irmiciuc Quivrin Michajlow       | 3:5 1:5 3:5 5:4     | ausgeschieden                     | ausgeschieden | ausgeschieden                        | ausgeschieden | ausgeschieden                                                     | ausgeschieden       | 20     |
| Reinhold Behr Jürgen Hehn Hanns Jana Alexander Pusch Volker Fischer             | Degen Mannschaft   | Großbritannien Österreich                  | 9:5 10:6            | –                                                       | –                   | —                                                | —                   | Italien                           | 9:2           | Schweiz                              | 8:7           | Schweden                                                          | 5:8                 | Silber |
| Thomas Bach Matthias Behr Harald Hein Erk Sens-Gorius Klaus Reichert            | Florett Mannschaft | Italien Japan Kuwait                       | 7:9 11:5 15:1       | —                                                       | —                   | —                                                | —                   | Polen                             | 9:4           | Sowjetunion                          | 9:7           | Italien                                                           | 9:6                 | Gold   |

### Gewichtheben
| Athleten           | Wettbewerb         | Reißen   | Stoßen        | Gesamt   | Gesamt |
| Athleten           | Wettbewerb         | Gewicht  | Gewicht       | Gewicht  | Rang   |
| ------------------ | ------------------ | -------- | ------------- | -------- | ------ |
| Männer             |                    |          |               |          |        |
| Bernhard Bachfisch | Klasse bis 56 kg   | 105,0 kg | 137,5 kg      | 242,5 kg | 6      |
| Werner Schraut     | Klasse bis 67,5 kg | 127,5 kg | 162,5 kg      | 290,0 kg | 7      |
| Norbert Bergmann   | Klasse bis 75 kg   | 132,5 kg | 177,5 kg      | 310,0 kg | 9      |
| Klaus Groh         | Klasse bis 75 kg   | 137,5 kg | 170,0 kg      | 307,5 kg | 10     |
| Rolf Milser        | Klasse bis 82,5 kg | NVL      | 205,0 kg (OR) | 205,0 kg | –      |
| Gerd Kennel        | Klasse bis 82,5 kg | 135,0 kg | 177,5 kg      | 312,5 kg | 8      |

### Handball
| Wettbewerb      | Männer |
| --------------- | --- |
| Athleten        | Gerd Becker Günter Böttcher Heiner Brand Bernhard Busch Jo Deckarm Arno Ehret Jürgen Hahn Manfred Hofmann Peter Jaschke Peter Kleibrink Kurt Klühspies Walter von Oepen Rudi Rauer Horst Spengler |
| Trainer         | Vlado Stenzel |
| Vorrunde        | Dänemark 18:14 Japan 19:16 Kanada 26:11 Sowjetunion 16:18 Jugoslawien 18:17 |
| Spiel um Bronze | Polen 18:21 |
| Rang            | 4 |

### Hockey
| Wettbewerb       | Männer |
| ---------------- | --- |
| Athleten         | Peter Caninenberg Heiner Dopp Horst Dröse Dieter Freise Werner Kaessmann Michael Krause Ralf Lauruschkat Klaus Ludwiczak Hans Montag Michael Peter Wolfgang Rott Fritz Schmidt Rainer Seifert Wolfgang Strödter Peter Trump Uli Vos |
| Trainer          | Klaus Kleiter |
| Gruppenphase     | Neuseeland 1:1 Pakistan 2:4 Spanien 1:4 Belgien 6:1 |
| Halbfinale       | Indien 3:2 |
| Spiel um Platz 5 | Spanien 9:1 |
| Rang             | 5 |

### Judo
| Athleten           | Wettbewerb        | 1. Runde | 1. Runde | Achtelfinale  | Achtelfinale  | Viertelfinale | Viertelfinale | Halbfinale    | Halbfinale    | Finale               | Finale        | Rang   |
| Athleten           | Wettbewerb        | Gegner   | Ergebnis | Gegner        | Ergebnis      | Gegner        | Ergebnis      | Gegner        | Ergebnis      | Gegner               | Ergebnis      | Rang   |
| ------------------ | ----------------- | -------- | -------- | ------------- | ------------- | ------------- | ------------- | ------------- | ------------- | -------------------- | ------------- | ------ |
| Männer             |                   |          |          |               |               |               |               |               |               |                      |               |        |
| Alexander Leibkind | Leichtgewicht     | Bujadaa  | N.       | ausgeschieden | ausgeschieden | ausgeschieden | ausgeschieden | ausgeschieden | ausgeschieden | ausgeschieden        | ausgeschieden | 18     |
| Fred Marhenke      | Mittelgewicht     | Batsüch  | S.       | Coche         | S.            | Jatowitt      | S.            | Sonoda        | N.            | Hoffnungsrunde: Park | N.            | 5      |
| Arthur Schnabel    | Halbschwergewicht | Meli     | S.       | Ipacs         | S.            | Djiba         | N.            | ausgeschieden | ausgeschieden | ausgeschieden        | ausgeschieden | 12     |
| Günther Neureuther | Schwergewicht     | Freilos  | Freilos  | Koté          | S.            | Dschalaa      | S.            | Coage         | S.            | Nowikow              | N.            | Silber |

### Kanu
| Athleten                                              | Wettbewerb | Vorlauf     | Vorlauf | Hoffnungslauf | Hoffnungslauf | Halbfinale  | Halbfinale | Finale        | Finale        | Rang          |
| Athleten                                              | Wettbewerb | Zeit        | Rang    | Zeit          | Rang          | Zeit        | Rang       | Zeit          | Rang          | Rang          |
| ----------------------------------------------------- | ---------- | ----------- | ------- | ------------- | ------------- | ----------- | ---------- | ------------- | ------------- | ------------- |
| Männer                                                |            |             |         |               |               |             |            |               |               |               |
| Hans Eich                                             | K-1 500 m  | 2:11,37 min | 5       | 1:54,23 min   | 2             | 2:04,63 min | 5          | ausgeschieden | ausgeschieden | ausgeschieden |
| Hans Eich                                             | K-1 1000 m | 4:22,99 min | 6       | 3:58,49 min   | 3             | 4:16,77 min | 6          | ausgeschieden | ausgeschieden | ausgeschieden |
| Hans-Erich Pasch Rudolf Blaß                          | K-2 500 m  | 1:48,89 min | 7       | 1:46,12 min   | 3             | 1:42,64 min | 5          | ausgeschieden | ausgeschieden | ausgeschieden |
| Hans-Erich Pasch Rudolf Blaß                          | K-2 1000 m | 3:41,53 min | 4       | 3:33,40 min   | 3             | 3:30,03 min | 6          | ausgeschieden | ausgeschieden | ausgeschieden |
| Jürgen Bohr Helmar Mang Edgar Hartung Chris van Eeden | K-4 1000 m | 3:09,17 min | 3       | –             | –             | 3:16,14 min | 3          | 3:24,19 min   | 9             | 9             |
| Ulrich Eicke                                          | C-1 500 m  | 2:11,79 min | 2       | –             | –             | 2:11,05 min | 3          | 2:02,30 min   | 8             | 8             |
| Ulrich Eicke                                          | C-1 1000 m | 4:28,66 min | 5       | 4:12,00 min   | 1             | 4:16,69 min | 3          | 4:22,77 min   | 8             | 8             |
| Heinz Lucke Hermann Glaser                            | C-2 500 m  | 2:07,63 min | 5       | 1:53,76 min   | 1             | 1:51,89 min | 3          | 1:51,26 min   | 9             | 9             |
| Heinz Lucke Hermann Glaser                            | C-2 1000 m | 3:57,41 min | 5       | 3:50,68 min   | 1             | 4:00,49 min | 3          | 4:03,86 min   | 8             | 8             |
| Frauen                                                |            |             |         |               |               |             |            |               |               |               |
| Irene Pepinghege                                      | K-1 500 m  | 2:13,90 min | 3       | –             | –             | 2:11,45 min | 3          | 2:07,80 min   | 8             | 8             |
| Heiderose Wallbaum Barbara Lewe-Pohlmann              | K-2 500 m  | 1:55,59 min | 3       | –             | –             | 1:55,31 min | 2          | 1:53,86 min   | 5             | 5             |

### Leichtathletik
Laufen und Gehen 
| Athleten                                                         | Wettbewerb       | Vorlauf      | Vorlauf | Viertelfinale | Viertelfinale | Halbfinale    | Halbfinale    | Finale        | Finale        | Rang   |
| Athleten                                                         | Wettbewerb       | Zeit         | Rang    | Zeit          | Rang          | Zeit          | Rang          | Zeit          | Rang          | Rang   |
| ---------------------------------------------------------------- | ---------------- | ------------ | ------- | ------------- | ------------- | ------------- | ------------- | ------------- | ------------- | ------ |
| Frauen                                                           |                  |              |         |               |               |               |               |               |               |        |
| Elvira Possekel                                                  | 100 m            | 11,48 s      | 21      | 11,58 s       | 21            | ausgeschieden | ausgeschieden | ausgeschieden | ausgeschieden | 21     |
| Annegret Richter                                                 | 100 m            | 11,19 s      | 1       | 11,05 s (OR)  | 1             | 11,01 s (WR)  | 1             | 11,08 s       | 1             | Gold   |
| Annegret Richter                                                 | 200 m            | 23,47 s      | 15      | 23,35 s       | 13            | 22,90 s       | 4             | 22,39 s       | 2             | Silber |
| Inge Helten                                                      | 100 m            | 11,26 s      | 4       | 11,20 s       | 2             | 11,18 s       | 3             | 11,17 s       | 3             | Bronze |
| Inge Helten                                                      | 200 m            | 23,40 s      | 13      | 23,09 s       | 5             | 22,97 s       | 6             | 22,68 s       | 5             | 5      |
| Annegret Kroniger                                                | 200 m            | 23,43 s      | 14      | DNS           | DNS           | ausgeschieden | ausgeschieden | ausgeschieden | ausgeschieden | DNS    |
| Dagmar Fuhrmann                                                  | 400 m            | 52,58 s      | 10      | 52,02 s       | 15            | ausgeschieden | ausgeschieden | ausgeschieden | ausgeschieden | 14     |
| Silvia Hollmann                                                  | 400 m            | 53,73 s      | 26      | 53,77 s       | 27            | ausgeschieden | ausgeschieden | ausgeschieden | ausgeschieden | 26     |
| Rita Wilden                                                      | 400 m            | 53,08 s      | 22      | 52,41 s       | 18            | 51,82 s       | 13            | ausgeschieden | ausgeschieden | 13     |
| Brigitte Kraus                                                   | 1500 m           | 4:07,79 min  | 7       | —             | —             | 4:04,21 min   | 7             | ausgeschieden | ausgeschieden | 11     |
| Ellen Tittel-Wellmann                                            | 1500 m           | 4:07,20 min  | 5       | —             | —             | 4:07,54 min   | 11            | 4:07,91 min   | 7             | 7      |
| Elvira Possekel Inge Helten Annegret Richter Annegret Kroniger   | 4 × 100 m        | 42,61 s (OR) | 1       | —             | —             | —             | —             | 42,59 s       | 2             | Silber |
| Claudia Steger Rita Wilden Dagmar Fuhrmann Elke Barth            | 4 × 400 m        | 3:26,31 min  | 6       | —             | —             | —             | —             | 3:25,71 min   | 5             | 5      |
| Männer                                                           |                  |              |         |               |               |               |               |               |               |        |
| Werner Bastians                                                  | 100 m            | 11,17 s      | 58      | ausgeschieden | ausgeschieden | ausgeschieden | ausgeschieden | ausgeschieden | ausgeschieden | 56     |
| Klaus-Dieter Bieler                                              | 100 m            | 10,58 s      | 13      | 10,80 s       | 20            | ausgeschieden | ausgeschieden | ausgeschieden | ausgeschieden | 20     |
| Dieter Steinmann                                                 | 100 m            | 10,68 s      | 27      | 10,67 s       | 18            | ausgeschieden | ausgeschieden | ausgeschieden | ausgeschieden | 18     |
| Bernd Herrmann                                                   | 400 m            | 46,99 s      | 14      | 46,07 s       | 7             | 45,94 s       | 10            | ausgeschieden | ausgeschieden | 10     |
| Franz-Peter Hofmeister                                           | 400 m            | 47,17 s      | 17      | 46,20 s       | 9             | 46,05 s       | 11            | ausgeschieden | ausgeschieden | 11     |
| Karl Honz                                                        | 400 m            | 47,47 s      | 25      | 46,94 s       | 21            | 46,63 s       | 15            | ausgeschieden | ausgeschieden | 15     |
| Willi Wülbeck                                                    | 800 m            | 1:48,47 min  | 20      | —             | —             | 1:47,18 min   | 10            | 1:45,26 min   | 4             | 4      |
| Paul-Heinz Wellmann                                              | 800 m            | 1:48,47 min  | 20      | —             | —             | ausgeschieden | ausgeschieden | ausgeschieden | ausgeschieden | 19     |
| Paul-Heinz Wellmann                                              | 1500 m           | 3:39,86 min  | 13      | —             | —             | 3:38,99 min   | 5             | 3:39,33 min   | 3             | Bronze |
| Thomas Wessinghage                                               | 800 m            | 1:46,56 min  | 4       | —             | —             | 1:48,18 min   | 14            | ausgeschieden | ausgeschieden | 14     |
| Thomas Wessinghage                                               | 1500 m           | 3:37,93 min  | 4       | —             | —             | 3:40,06 min   | 10            | ausgeschieden | ausgeschieden | 10     |
| Karl Fleschen                                                    | 1500 m           | 3:42,09 min  | 21      | —             | —             | ausgeschieden | ausgeschieden | ausgeschieden | ausgeschieden | 20     |
| Klaus-Peter Hildenbrand                                          | 5000 m           | 13:45,85 min | 24      | —             | —             | —             | —             | 13:25,38 min  | 3             | Bronze |
| Detlef Uhlemann                                                  | 5000 m           | 13:21,08 min | 5       | —             | —             | —             | —             | 13:31,07 min  | 10            | 10     |
| Detlef Uhlemann                                                  | 10.000 m         | 28:29,28 min | 18      | —             | —             | —             | —             | ausgeschieden | ausgeschieden | 16     |
| Günter Mielke                                                    | Marathon         | —            | —       | —             | —             | —             | —             | 2:35:44,8 h   | 54            | 54     |
| Harald Schmid                                                    | 400 m Hürden     | 50,57 s      | 4       | —             | —             | DSQ           | DSQ           | ausgeschieden | ausgeschieden | DSQ    |
| Gerd Frähmcke                                                    | 3000 m Hindernis | DNF          | DNF     | —             | —             | —             | —             | ausgeschieden | ausgeschieden | DNF    |
| Michael Karst                                                    | 3000 m Hindernis | 8:25,02 min  | 8       | —             | —             | —             | —             | 8:20,14 min   | 5             | 5      |
| Willi Maier                                                      | 3000 m Hindernis | 8:44,82 min  | 20      | —             | —             | —             | —             | ausgeschieden | ausgeschieden | 20     |
| Bernd Kannenberg                                                 | 20 km Gehen      | —            | —       | —             | —             | —             | —             | DNF           | DNF           | DNF    |
| Gerhard Weidner                                                  | 20 km Gehen      | —            | —       | —             | —             | —             | —             | 1:32:56,8 h   | 18            | 18     |
| Klaus Ehl Klaus-Dieter Bieler Dieter Steinmann Reinhard Borchert | 4 × 100 m        | 39,63 s      | 6       | —             | —             | 39,58 s       | 9             | ausgeschieden | ausgeschieden | 9      |
| Franz-Peter Hofmeister Lothar Krieg Harald Schmid Bernd Herrmann | 4 × 400 m        | 3:03,24 min  | 3       | —             | —             | —             | —             | 3:01,98 min   | 3             | Bronze |

Springen und Werfen
| Athleten           | Wettbewerb     | Qualifikation | Qualifikation | Finale        | Finale        | Rang   |
| Athleten           | Wettbewerb     | Weite/Höhe    | Rang          | Weite/Höhe    | Rang          | Rang   |
| ------------------ | -------------- | ------------- | ------------- | ------------- | ------------- | ------ |
| Frauen             |                |               |               |               |               |        |
| Brigitte Holzapfel | Hochsprung     | 1,80 m        | 1             | 1,87 m        | 11            | 11     |
| Ulrike Meyfarth    | Hochsprung     | 1,78 m        | 22            | ausgeschieden | ausgeschieden | 22     |
| Christa Striezel   | Weitsprung     | 6,09 m        | 19            | ausgeschieden | ausgeschieden | 19     |
| Eva Wilms          | Kugelstoßen    | —             | —             | 19,29 m       | 7             | 7      |
| Marion Becker      | Speerwurf      | 65,14 m       | 1             | 64,70 m       | 2             | Silber |
| Männer             |                |               |               |               |               |        |
| Walter Boller      | Hochsprung     | 2,13 m        | 17            | ausgeschieden | ausgeschieden | 17     |
| Wolfgang Killing   | Hochsprung     | 2,05 m        | 23            | ausgeschieden | ausgeschieden | 23     |
| Hans Baumgartner   | Weitsprung     | 7,81 m        | 9             | 7,84 m        | 8             | 8      |
| Hans-Jürgen Berger | Weitsprung     | 7,70 m        | 14            | ausgeschieden | ausgeschieden | 14     |
| Wolfgang Kolmsee   | Dreisprung     | 16,68 m       | 3             | 16,68 m       | 6             | 6      |
| Günther Lohre      | Stabhochsprung | 5,10 m        | 1             | 5,35 m        | 9             | 9      |
| Ralf Reichenbach   | Kugelstoßen    | 19,31 m       | 13            | ausgeschieden | ausgeschieden | 13     |
| Hein-Direck Neu    | Diskuswurf     | 61,88 m       | 7             | 60,46 m       | 12            | 12     |
| Edwin Klein        | Hammerwurf     | 68,72 m       | 12            | 71,34 m       | 8             | 8      |
| Karl-Hans Riehm    | Hammerwurf     | 74,46 m       | 1             | 75,46 m       | 4             | 4      |
| Walter Schmidt     | Hammerwurf     | 70,76 m       | 5             | 74,72 m       | 5             | 5      |
| Michael Wessing    | Speerwurf      | 82,54 m       | 8             | 79,06 m       | 9             | 9      |

Mehrkampf
| Athleten        | 100 m Hürden | 100 m Hürden | Kugelstoßen | Kugelstoßen | Hochsprung | Hochsprung | Weitsprung | Weitsprung | 200 m   | 200 m | Punkte | Rang |
| Athleten        | Zeit         | Pkte.        | Weite       | Pkte.       | Höhe       | Pkte.      | Weite      | Pkte.      | Zeit    | Pkte. | Punkte | Rang |
| --------------- | ------------ | ------------ | ----------- | ----------- | ---------- | ---------- | ---------- | ---------- | ------- | ----- | ------ | ---- |
| Fünfkampf       |              |              |             |             |            |            |            |            |         |       |        |      |
| Margot Eppinger | 13,97 s      | 870          | 12,75 m     | 765         | 1,68 m     | 915        | 6,07 m     | 921        | 24,61 s | 881   | 4352   | 10   |

| Athleten         | 100 m   | 100 m | Weitsprung | Weitsprung | Kugelstoßen | Kugelstoßen | Hochsprung | Hochsprung | 400 m   | 400 m | 110 m Hürden | 110 m Hürden | Diskuswurf | Diskuswurf | Stabhochsprung | Stabhochsprung | Speerwurf | Speerwurf | 1500 m      | 1500 m | Punkte | Rang   |
| Athleten         | Zeit    | Pkte. | Weite      | Pkte.      | Weite       | Pkte.       | Höhe       | Pkte.      | Zeit    | Pkte. | Zeit         | Pkte.        | Weite      | Pkte.      | Höhe           | Pkte.          | Weite     | Pkte.     | Zeit        | Pkte.  | Punkte | Rang   |
| ---------------- | ------- | ----- | ---------- | ---------- | ----------- | ----------- | ---------- | ---------- | ------- | ----- | ------------ | ------------ | ---------- | ---------- | -------------- | -------------- | --------- | --------- | ----------- | ------ | ------ | ------ |
| Zehnkampf        |         |       |            |            |             |             |            |            |         |       |              |              |            |            |                |                |           |           |             |        |        |        |
| Guido Kratschmer | 10,66 s | 890   | 7,39 m     | 899        | 14,74 m     | 773         | 2,03 m     | 882        | 48,19 s | 889   | 14,58 s      | 895          | 45,70 m    | 794        | 4,60 m         | 957            | 66,32 m   | 837       | 4:29,09 min | 595    | 8411   | Silber |
| Claus Marek      | 10,81 s | 852   | 7,23 m     | 867        | 13,42 m     | 692         | 1,91 m     | 779        | 47,12 s | 943   | 15,19 s      | 828          | 38,40 m    | 654        | 4,30 m         | 884            | 52,32 m   | 664       | 4:27,84 min | 604    | 7767   | 10     |
| Eberhard Stroot  | 10,75 s | 867   | 7,38 m     | 897        | 13,48 m     | 695         | 1,88 m     | 751        | 47,61 s | 918   | 15,23 s      | 824          | 39,82 m    | 682        | NM             | 0              | 65,10 m   | 823       | 4:27,48 min | 606    | 7063   | 21     |

### Moderner Fünfkampf
| Athleten                                    | Wettbewerb | Reiten      | Reiten | Fechten | Fechten | Schießen | Schießen | Schwimmen   | Schwimmen | 4000 m Crosslauf | 4000 m Crosslauf | Punkte | Rang |
| Athleten                                    | Wettbewerb | Strafpunkte | Punkte | Siege   | Punkte  | Ringe    | Punkte   | Zeit        | Punkte    | Zeit             | Punkte           | Punkte | Rang |
| ------------------------------------------- | ---------- | ----------- | ------ | ------- | ------- | -------- | -------- | ----------- | --------- | ---------------- | ---------------- | ------ | ---- |
| Männer                                      |            |             |        |         |         |          |          |             |           |                  |                  |        |      |
| Walter Esser                                | Einzel     | 0           | 1100   | 23      | 784     | 193      | 978      | 3:40,01 min | 1112      | 13:35,6 min      | 1120             | 5094   | 14   |
| Wolfgang Köpcke                             | Einzel     | 160         | 940    | 15      | 592     | 186      | 824      | 3:43,83 min | 1084      | 13:38,2 min      | 1111             | 4551   | 41   |
| Gerhard Werner                              | Einzel     | 128         | 972    | 21      | 736     | 186      | 824      | 3:29,79 min | 1196      | 13:32,3 min      | 1129             | 4857   | 30   |
| Walter Esser Wolfgang Köpcke Gerhard Werner | Mannschaft |             | 3012   |         | 704     |          | 2626     |             | 3392      |                  | 3360             | 13.094 | 11   |

### Radsport

#### Bahn
| Athleten                                               | Wettbewerb            | Qualifikation | Qualifikation | Achtelfinale           | Achtelfinale | Viertelfinale | Viertelfinale | Halbfinale  | Halbfinale | Finals       | Finals | Rang |
| Athleten                                               | Wettbewerb            | Zeit          | Rang          | Zeit                   | Rang         | Zeit          | Rang          | Zeit        | Rang       | Zeit         | Rang   | Rang |
| ------------------------------------------------------ | --------------------- | ------------- | ------------- | ---------------------- | ------------ | ------------- | ------------- | ----------- | ---------- | ------------ | ------ | ---- |
| Männer                                                 |                       |               |               |                        |              |               |               |             |            |              |        |      |
| Dieter Berkmann                                        | Sprint                | 11,38 s       | 1             | –                      | 2            | –             | 2             | –           | 2          | –            | 2      | 4    |
| Dieter Berkmann                                        | Sprint                | 11,38 s       | 1             | Hoffnungslauf: 11,43 s | 1            | 11,96 s       | 1             | –           | 2          | –            | 1      | 4    |
| Dieter Berkmann                                        | Sprint                | 11,38 s       | 1             | Hoffnungslauf: 11,67 s | 1            | 11,80 s       | 1             | —           | —          | –            | 2      | 4    |
| Hans Michalsky                                         | 1000 m Zeitfahren     | —             | —             | —                      | —            | —             | —             | —           | —          | 1:07,878 min | 6      | 6    |
| Gregor Braun                                           | Einerverfolgung       | 4:50,00 min   | 4             | 4:46,94 min            | 1            | 4:48,67 min   | 1             | 4:45,50 min | 1          | 4:47,61 min  | 1      | Gold |
| Gregor Braun Günther Schumacher Hans Lutz Peter Vonhof | Mannschaftsverfolgung | 4:24,32 min   | 3             | —                      | —            | 4:20,10 min   | 1             | 4:23,04 min | 1          | 4:21,06 min  | 1      | Gold |

#### Straße
| Athleten                                                             | Wettbewerb            | Zeit        | Rang |
| -------------------------------------------------------------------- | --------------------- | ----------- | ---- |
| Männer                                                               |                       |             |      |
| Hans-Peter Jakst                                                     | Straßenrennen         | 4:49:01,0 h | 37   |
| Klaus-Peter Thaler                                                   | Straßenrennen         | 4:47:23,0 h | 9    |
| Wilfried Trott                                                       | Straßenrennen         | 4:49:01,0 h | 19   |
| Peter Weibel                                                         | Straßenrennen         | 4:54:49,0 h | 46   |
| Hans-Peter Jakst Olaf Paltian Friedrich von Loeffelholz Peter Weibel | Mannschaftszeitfahren | 2:12:35 h   | 4    |

### Reiten

#### Dressurreiten
| Athleten                                                                   | Wettbewerb | Grand Prix | Grand Prix | Finale | Finale | Rang   |
| Athleten                                                                   | Wettbewerb | Punkte     | Rang       | Punkte | Rang   | Rang   |
| -------------------------------------------------------------------------- | ---------- | ---------- | ---------- | ------ | ------ | ------ |
| Harry Boldt mit Woycek                                                     | Einzel     | 1863       | 2          | 1435   | 2      | Silber |
| Gabriela Grillo mit Ultimo                                                 | Einzel     | 1541       | 10         | 1257   | 4      | 4      |
| Reiner Klimke mit Mehmed                                                   | Einzel     | 1751       | 3          | 1395   | 3      | Bronze |
| Harry Boldt mit Woycek Gabriela Grillo mit Ultimo Reiner Klimke mit Mehmed | Mannschaft | 5155       | 1          | —      | —      | Gold   |

#### Springreiten
| Athleten | Wettbewerb | 1. Umlauf   | 1. Umlauf | 2. Umlauf     | 2. Umlauf     | Gesamt | Rang   |
| Athleten | Wettbewerb | Strafpunkte | Rang      | Strafpunkte   | Rang          | Gesamt | Rang   |
| --- | ---------- | ----------- | --------- | ------------- | ------------- | ------ | ------ |
| Alwin Schockemöhle mit Warwick Rex | Einzel     | 0,00        | 1         | 0,00          | 1             | —      | Gold   |
| Paul Schockemöhle mit Talisman | Einzel     | 24,00       | 36        | ausgeschieden | ausgeschieden | —      | 36     |
| Hans Günter Winkler mit Torphy | Einzel     | 4,00        | 2         | 16,00         | 11            | —      | 11     |
| Alwin Schockemöhle mit Warwick Rex Paul Schockemöhle mit Talisman Paul Schockemöhle mit Agent Hans Günter Winkler mit Torphy Sönke Sönksen mit Kwepe | Mannschaft | 24,00       | 1         | 20,00         | 2             | 44,00  | Silber |

#### Vielseitigkeitsreiten
| Athleten | Wettbewerb | Punkte Dressur | Punkte Gelände | Punkte Springen | Minuspunkte Gesamt | Rang   |
| --- | ---------- | -------------- | -------------- | --------------- | ------------------ | ------ |
| Otto Ammermann mit Volturno                                                                                     | Einzel     | -58,75         | DSQ            | DSQ             | DSQ                | DSQ    |
| Herbert Blöcker mit Albrant                                                                                     | Einzel     | -108,75        | -94,40         | -10,00          | -213,15            | 13     |
| Helmut Rethemeier mit Pauline                                                                                   | Einzel     | -70,00         | -152,00        | -20,00          | -242,00            | 19     |
| Karl Schultz mit Madrigal                                                                                       | Einzel     | -46,25         | -63,20         | -20,00          | -129,45            | Bronze |
| Otto Ammermann mit Volturno Herbert Blöcker mit Albrant Helmut Rethemeier mit Pauline Karl Schultz mit Madrigal | Mannschaft | -175,00        | -309,60        | -50,00          | -584,60            | Silber |

### Ringen

#### Freier Stil
| Athleten             | Wettbewerb         | 1. Runde     | 1. Runde | 2. Runde        | 2. Runde | 3. Runde       | 3. Runde      | 4. Runde      | 4. Runde      | 5. Runde      | 5. Runde      | 6. Runde      | 6. Runde      | Finale                               | Finale                               | Rang          |
| Athleten             | Wettbewerb         | Gegner       | Erg.     | Gegner          | Erg.     | Gegner         | Erg.          | Gegner        | Erg.          | Gegner        | Erg.          | Gegner        | Erg.          | Gegner                               | Erg.                                 | Rang          |
| -------------------- | ------------------ | ------------ | -------- | --------------- | -------- | -------------- | ------------- | ------------- | ------------- | ------------- | ------------- | ------------- | ------------- | ------------------------------------ | ------------------------------------ | ------------- |
| Männer               |                    |              |          |                 |          |                |               |               |               |               |               |               |               |                                      |                                      |               |
| Willi Heckmann       | Klasse bis 48 kg   | Möbius       | S.       | Freilos         | Freilos  | Chischigbaatar | N.            | Kudo          | N.            | ausgeschieden | ausgeschieden | —             | —             | ausgeschieden                        | ausgeschieden                        | 8             |
| Fritz Niebler        | Klasse bis 52 kg   | Gál          | N.       | Li              | N.       | ausgeschieden  | ausgeschieden | ausgeschieden | ausgeschieden | ausgeschieden | ausgeschieden | —             | —             | ausgeschieden                        | ausgeschieden                        | ausgeschieden |
| Eduard Giray         | Klasse bis 62 kg   | Fodor        | S.       | Dawes           | N.       | Davis          | N.            | Yang          | N.            | ausgeschieden | ausgeschieden | ausgeschieden | ausgeschieden | ausgeschieden                        | ausgeschieden                        | ausgeschieden |
| Gerhard Weisenberger | Klasse bis 68 kg   | Navaei       | N.       | Övermark        | S.       | Gilligan       | S.            | Keaser        | N.            | ausgeschieden | ausgeschieden | ausgeschieden | ausgeschieden | ausgeschieden                        | ausgeschieden                        | ausgeschieden |
| Adolf Seger          | Klasse bis 82 kg   | Bouchoule    | S.       | Shacklady       | S.       | Peterson       | N.            | Mazur         | S.            | Freilos       | Freilos       | Nowoschilow   | N.            | Resultate aus Runde 3 und 6 gewertet | Resultate aus Runde 3 und 6 gewertet | Bronze        |
| Peter Neumair        | Klasse bis 90 kg   | Stottmeister | N.       | Thomas          | S.       | Andersson      | N.            | ausgeschieden | ausgeschieden | ausgeschieden | ausgeschieden | ausgeschieden | ausgeschieden | ausgeschieden                        | ausgeschieden                        | ausgeschieden |
| Hans-Peter Stratz    | Klasse bis 100 kg  | Freilos      | Freilos  | Soukhteh-Saraei | N.       | Shimizu        | N.            | ausgeschieden | ausgeschieden | ausgeschieden | ausgeschieden | —             | —             | ausgeschieden                        | ausgeschieden                        | ausgeschieden |
| Heinz Eichelbaum     | Klasse über 100 kg | Dinew        | N.       | Gehrke          | N.       | ausgeschieden  | ausgeschieden | ausgeschieden | ausgeschieden | ausgeschieden | ausgeschieden | ausgeschieden | ausgeschieden | ausgeschieden                        | ausgeschieden                        | ausgeschieden |

#### Griechisch-römischer Stil
| Athleten            | Wettbewerb         | 1. Runde  | 1. Runde | 2. Runde | 2. Runde | 3. Runde      | 3. Runde      | 4. Runde      | 4. Runde      | 5. Runde            | 5. Runde      | 6. Runde      | 6. Runde      | Finale        | Finale        | Rang          |
| Athleten            | Wettbewerb         | Gegner    | Erg.     | Gegner   | Erg.     | Gegner        | Erg.          | Gegner        | Erg.          | Gegner              | Erg.          | Gegner        | Erg.          | Gegner        | Erg.          | Rang          |
| ------------------- | ------------------ | --------- | -------- | -------- | -------- | ------------- | ------------- | ------------- | ------------- | ------------------- | ------------- | ------------- | ------------- | ------------- | ------------- | ------------- |
| Männer              |                    |           |          |          |          |               |               |               |               |                     |               |               |               |               |               |               |
| Rolf Krauß          | Klasse bis 52 kg   | Thompson  | S.       | Duarte   | S.       | Gângă         | N.            | Shirani       | S.            | Witali Konstantinow | N.            | —             | —             | ausgeschieden | ausgeschieden | 4             |
| Hans-Jürgen Veil    | Klasse bis 57 kg   | Ukkola    | N.       | Lindholm | N.       | ausgeschieden | ausgeschieden | ausgeschieden | ausgeschieden | ausgeschieden       | ausgeschieden | —             | —             | ausgeschieden | ausgeschieden | ausgeschieden |
| Manfred Schöndorfer | Klasse bis 68 kg   | Wehling   | N.       | Mutlu    | S.       | Ranzi         | S.            | Yli-Isotalo   | S.            | Skiöld              | N.            | ausgeschieden | ausgeschieden | ausgeschieden | ausgeschieden | 6             |
| Karl-Heinz Helbing  | Klasse bis 74 kg   | Bykow     | N.       | Schopow  | S.       | Galaktopoulos | S.            | Freilos       | U.            | Huhtala             | S.            | —             | —             | Mácha         | N.            | Bronze        |
| Fred Theobald       | Klasse bis 90 kg   | Sato      | S.       | Grangier | S.       | Séllyei       | N.            | ausgeschieden | ausgeschieden | ausgeschieden       | ausgeschieden | —             | —             | ausgeschieden | ausgeschieden | ausgeschieden |
| Heinz Schäfer       | Klasse bis 100 kg  | Goranow   | N.       | Freilos  | Freilos  | Verník        | S.            | Skrzydlewski  | N.            | —                   | —             | —             | —             | ausgeschieden | ausgeschieden | 6             |
| Richard Wolff       | Klasse über 100 kg | Andersson | S.       | Rovnyai  | N.       | Codreanu      | N.            | ausgeschieden | ausgeschieden | —                   | —             | —             | —             | ausgeschieden | ausgeschieden | 7             |

### Rudern
| Athleten | Wettbewerb             | Vorlauf     | Vorlauf | Vorlauf       | Hoffnungslauf | Hoffnungslauf | Hoffnungslauf | Halbfinale  | Halbfinale | Halbfinale    | Finale                | Finale | Rang   |
| Athleten | Wettbewerb             | Zeit        | Rang    | Qualifikation | Zeit          | Rang          | Qualifikation | Zeit        | Rang       | Qualifikation | Zeit                  | Rang   | Rang   |
| --- | ---------------------- | ----------- | ------- | ------------- | ------------- | ------------- | ------------- | ----------- | ---------- | ------------- | --------------------- | ------ | ------ |
| Frauen |                        |             |         |               |               |               |               |             |            |               |                       |        |        |
| Christel Agrikola | Einer                  | 3:50,42 min | 4       | Hoffnungslauf | 4:08,35 min   | 3             | B-Finale      | —           | —          | —             | B-Finale: 4:23,49 min | 2      | 8      |
| Edith Eckbauer Thea Einöder | Zweier ohne Steuerfrau | 3:31,01 min | 1       | A-Finale      | –             | –             | –             | —           | —          | —             | 4:02,35 min           | 3      | Bronze |
| Eva Dick Isolde Eisele Erika Endriss Hiltrud Gürtler Brigitte Kiesow Waltraud Roick Marianne Weber Monika Zipplies Ingrid Huhn-Wagener (Steuerfrau)           | Achter                 | 3:04,14 min | 4       | Hoffnungslauf | 3:15,16 min   | 3             | A-Finale      | —           | —          | —             | 3:41,06 min           | 5      | 5      |
| Männer |                        |             |         |               |               |               |               |             |            |               |                       |        |        |
| Peter-Michael Kolbe | Einer                  | 7:05,95 min | 1       | Halbfinale    | –             | –             | –             | 6:59,18 min | 2          | A-Finale      | 7:31,67 min           | 2      | Silber |
| Peter Becker Gerhard Kroschewski | Doppelzweier           | 6:41,16 min | 2       | Halbfinale    | –             | –             | –             | 6:21,64 min | 3          | A-Finale      | 7:22,15 min           | 5      | 5      |
| Peter van Roye Thomas Strauß | Zweier ohne Steuermann | 7:01,52 min | 3       | Halbfinale    | —             | —             | —             | 6:35,27 min | 3          | A-Finale      | 7:30,03 min           | 3      | Bronze |
| Klaus Jäger Winfried Ringwald (Finale) Thomas Hitzbleck (Vorläufe) Holger Hocke (Steuermann)                                                                  | Zweier mit Steuermann  | 8:04,22 min | 4       | Hoffnungslauf | 7:26,90       | 3             | Halbfinale    | 7:23,93 min | 6          | B-Finale      | B-Finale: 8:09,02 min | 2      | 8      |
| Helmut Krause Helmut Wolber Norbert Kothe Michael Gentsch | Doppelvierer           | 5:53,40 min | 2       | Hoffnungslauf | 5:48,52       | 1             | A-Finale      | —           | —          | —             | 6:24,81 min           | 4      | 4      |
| Bernhard Foelkel Johann Konertz Wolfgang Horak Klaus Roloff Klaus Meyer (Vorlauf)                                                                             | Vierer ohne Steuermann | 6:15,08 min | 1       | Halbfinale    | –             | –             | –             | 6:05,39 min | 3          | A-Finale      | 6:47,44 min           | 6      | 6      |
| Hans-Johann Färber Siegfried Fricke Ralph Kubail Peter Niehusen Hartmut Wenzel (Steuermann)                                                                   | Vierer mit Steuermann  | 6:31,52 min | 2       | Halbfinale    | —             | —             | —             | 6:10,74 min | 3          | A-Finale      | 6:46,96 min           | 3      | Bronze |
| Reinhard Wendemuth Bernd Truschinski Frank Schütze Frithjof Henckel Wolfram Thiem Volker Sauer Otmar Kaufhold Wolf-Dietrich Oschlies Helmut Latz (Steuermann) | Achter                 | 5:48,30 min | 5       | Hoffnungslauf | 5:37,76 min   | 2             | A-Finale      | —           | —          | —             | 6:06,15 min           | 4      | 4      |

### Schwimmen
| Athleten | Wettbewerb          | Vorlauf          | Vorlauf | Halbfinale    | Halbfinale    | Finale        | Finale        | Rang   |
| Athleten | Wettbewerb          | Zeit             | Rang    | Zeit          | Rang          | Zeit          | Rang          | Rang   |
| --- | ------------------- | ---------------- | ------- | ------------- | ------------- | ------------- | ------------- | ------ |
| Frauen |                     |                  |         |               |               |               |               |        |
| Regina Nissen | 100 m Freistil      | 1:00,60 min      | 27      | ausgeschieden | ausgeschieden | ausgeschieden | ausgeschieden | 27     |
| Regina Nissen | 200 m Freistil      | 2:14,66 min      | 34      | —             | —             | ausgeschieden | ausgeschieden | 34     |
| Marion Platten | 200 m Freistil      | 2:06,70 min      | 18      | —             | —             | ausgeschieden | ausgeschieden | 18     |
| Jutta Weber | 100 m Freistil      | 57,71 s          | 9       | 57,35 s       | 8             | 57,26 s       | 8             | 8      |
| Jutta Weber | 200 m Freistil      | 2:08,02 min      | 21      | —             | —             | ausgeschieden | ausgeschieden | 21     |
| Beate Jasch | 100 m Freistil      | 1:00,80 min      | 32      | ausgeschieden | ausgeschieden | ausgeschieden | ausgeschieden | 32     |
| Beate Jasch | 100 m Schmetterling | 1:04,82 min      | 22      | ausgeschieden | ausgeschieden | ausgeschieden | ausgeschieden | 22     |
| Beate Jasch | 200 m Schmetterling | 2:19,19 min      | 17      | —             | —             | ausgeschieden | ausgeschieden | 17     |
| Karin Bormann | 100 m Rücken        | 1:06,33 min      | 18      | ausgeschieden | ausgeschieden | ausgeschieden | ausgeschieden | 18     |
| Karin Bormann | 200 m Rücken        | 2:26,72 min      | 25      | —             | —             | ausgeschieden | ausgeschieden | 25     |
| Heike John | 100 m Rücken        | 1:06,20 min      | 15      | 1:06,26 min   | 13            | ausgeschieden | ausgeschieden | 13     |
| Heike John | 200 m Rücken        | 2:25,55 min      | 22      | —             | —             | ausgeschieden | ausgeschieden | 22     |
| Angelika Grieser | 100 m Rücken        | 1:08,08 min      | 26      | ausgeschieden | ausgeschieden | ausgeschieden | ausgeschieden | 26     |
| Angelika Grieser | 200 m Rücken        | 2:25,38 min      | 21      | —             | —             | ausgeschieden | ausgeschieden | 21     |
| Gabriele Askamp | 100 m Brust         | 1:14,31 min      | 6       | 1:14,50 min   | 8             | 1:14,15 min   | 5             | 5      |
| Gabriele Askamp | 200 m Brust         | 2:42,58 min      | 19      | —             | —             | ausgeschieden | ausgeschieden | 19     |
| Dagmar Rehak | 100 m Brust         | 1:15,95 min      | 17      | ausgeschieden | ausgeschieden | ausgeschieden | ausgeschieden | 17     |
| Dagmar Rehak | 200 m Brust         | 2:41,98 min      | 17      | —             | —             | ausgeschieden | ausgeschieden | 17     |
| Gudrun Beckmann | 100 m Schmetterling | 1:04,36 min      | 17      | ausgeschieden | ausgeschieden | ausgeschieden | ausgeschieden | 17     |
| Angelika Grieser Dagmar Rehak Gudrun Beckmann Marion Platten                                                             | 4 × 100 m Freistil  | 3:58,09 min      | 8       | —             | —             | 3:58,33 min   | 8             | 8      |
| Jutta Weber Marion Platten Regina Nissen Beate Jasch (Finale) Gudrun Beckmann (Vorlauf)                                  | 4 × 100 m Lagen     | DSQ              | DSQ     | —             | —             | DSQ           | DSQ           | DSQ    |
| Männer |                     |                  |         |               |               |               |               |        |
| Peter Nocke | 100 m Freistil      | 51,59 s          | 5       | 51,83 s       | 5             | 51,31 s       | 3             | Bronze |
| Peter Nocke | 200 m Freistil      | 1:52,16 min      | 5       | —             | —             | 1:51,71 min   | 6             | 6      |
| Dirk Braunleder | 100 m Freistil      | 54,04 s          | 28      | ausgeschieden | ausgeschieden | ausgeschieden | ausgeschieden | 28     |
| Werner Lampe | 200 m Freistil      | 1:56,01 min      | 26      | —             | —             | ausgeschieden | ausgeschieden | 26     |
| Werner Lampe | 400 m Freistil      | 4:03,04 min      | 20      | —             | —             | ausgeschieden | ausgeschieden | 20     |
| Andreas Schmidt | 400 m Freistil      | 4:14,36 min      | 39      | —             | —             | ausgeschieden | ausgeschieden | 39     |
| Klaus Steinbach | 100 m Freistil      | 51,47 s          | 1       | 51,62 s       | 4             | 51,68 s       | 4             | 4      |
| Klaus Steinbach | 200 m Freistil      | 1:51,41 min (OR) | 2       | —             | —             | 1:51,09 min   | 5             | 5      |
| Klaus Steinbach | 100 m Schmetterling | 56,10 s          | 5       | 55,90 s       | 9             | ausgeschieden | ausgeschieden | 9      |
| Stefan Wenz | 400 m Freistil      | 4:06,25 min      | 30      | —             | —             | ausgeschieden | ausgeschieden | 30     |
| Stefan Wenz | 1500 m Freistil     | 16:08,20 min     | 23      | —             | —             | ausgeschieden | ausgeschieden | 23     |
| Reinhold Becker | 100 m Rücken        | 1:00,57 min      | 20      | ausgeschieden | ausgeschieden | ausgeschieden | ausgeschieden | 20     |
| Reinhold Becker | 200 m Rücken        | 2:09,54 min      | 18      | —             | —             | ausgeschieden | ausgeschieden | 18     |
| Walter Kusch | 100 m Brust         | 1:05,88 min      | 11      | 1:04,28 min   | 3             | 1:04,38 min   | 6             | 6      |
| Walter Kusch | 200 m Brust         | 2:22,95 min      | 8       | —             | —             | 2:22,36 min   | 8             | 8      |
| Peter Lang | 100 m Brust         | 1:05,25 min      | 7       | 1:05,19 min   | 9             | ausgeschieden | ausgeschieden | 9      |
| Peter Lang | 200 m Brust         | 2:24,96 min      | 14      | —             | —             | ausgeschieden | ausgeschieden | 14     |
| Peter Broscienski | 100 m Schmetterling | 57,15 s          | 15      | 56,81 s       | 13            | ausgeschieden | ausgeschieden | 13     |
| Peter Broscienski | 200 m Schmetterling | 2:04,17 min      | 12      | —             | —             | ausgeschieden | ausgeschieden | 12     |
| Michael Kraus | 100 m Schmetterling | 57,22 s          | 17      | ausgeschieden | ausgeschieden | ausgeschieden | ausgeschieden | 17     |
| Michael Kraus | 200 m Schmetterling | 2:01,91 min      | 5       | —             | —             | 2:00,46 min   | 5             | 5      |
| Hans-Joachim Geisler | 400 m Lagen         | 4:31,37 min      | 8       | —             | —             | 4:34,95 min   | 8             | 8      |
| Peter Nocke Werner Lampe Hans-Joachim Geisler Klaus Steinbach (Finale) Andreas Schmidt (Vorlauf)                         | 4 × 200 m Freistil  | 7:37,59 min      | 3       | —             | —             | 7:32,27 min   | 4             | 4      |
| Klaus Steinbach Michael Kraus Peter Nocke (Vorlauf) Walter Kusch (Finale) Peter Lang (Vorlauf) Dirk Braunleder (Vorlauf) | 4 × 100 m Lagen     | 3:51,57 min      | 3       | —             | —             | 3:47,29 min   | 3             | Bronze |

### Schießen
| Athleten                  | Wettbewerb                           | Ringe/ Scheiben | Rang   |
| ------------------------- | ------------------------------------ | --------------- | ------ |
| Offen                     |                                      |                 |        |
| Gottfried Kustermann      | 50 m Kleinkaliber Dreistellungskampf | 1150            | 10     |
| Werner Seibold            | 50 m Kleinkaliber Dreistellungskampf | 1160            | Bronze |
| Ulrich Lind               | 50 m Kleinkaliber liegend            | 597             | Silber |
| Karlheinz Smieszek        | 50 m Kleinkaliber liegend            | 599 (WR)        | Gold   |
| Werner Beier              | 25 m Schnellfeuerpistole             | 593             | 9      |
| Erwin Glock               | 25 m Schnellfeuerpistole             | 594             | 6      |
| Gerhard Beyer             | 50 m Freie Pistole                   | 547             | 24     |
| Heinz Mertel              | 50 m Freie Pistole                   | 560             | 4      |
| Wolfgang Hamberger        | 50 m Laufende Scheibe                | 567             | 5      |
| Christoph-Michael Zeisner | 50 m Laufende Scheibe                | 561             | 11     |
| Ernst Drexler             | Skeet                                | 181             | 50     |
| Claus Koch                | Skeet                                | 194             | 9      |

### Segeln
| Athleten                              | Wettbewerb      | Punkte | Rang   |
| ------------------------------------- | --------------- | ------ | ------ |
| Offen                                 |                 |        |        |
| Werner Sülberg                        | Finn Dinghy     | 133,0  | 20     |
| Eckart Diesch Jörg Diesch             | Flying Dutchman | 34,7   | Gold   |
| Uwe Mares Wolf Stadler                | Tempest         | 42,1   | 4      |
| Jörg Schmall Jörg Spengler            | Tornado         | 37,7   | Bronze |
| Harro Bode Frank Hübner               | 470er           | 42,4   | Gold   |
| Axel May Karsten Meyer Willi Kuhweide | Soling          | 60,7   | 6      |

### Turnen
| Athleten                                                                                      | Wettbewerb           | Qualifikation | Qualifikation | Finale        | Finale        | Rang   |
| Athleten                                                                                      | Wettbewerb           | Punkte        | Rang          | Punkte        | Rang          | Rang   |
| --------------------------------------------------------------------------------------------- | -------------------- | ------------- | ------------- | ------------- | ------------- | ------ |
| Frauen                                                                                        |                      |               |               |               |               |        |
| Andrea Bieger                                                                                 | Boden                | 18,95         | 24            | ausgeschieden | ausgeschieden | 24     |
| Andrea Bieger                                                                                 | Schwebebalken        | 18,60         | 24            | ausgeschieden | ausgeschieden | 24     |
| Andrea Bieger                                                                                 | Sprung               | 19,00         | 21            | ausgeschieden | ausgeschieden | 21     |
| Andrea Bieger                                                                                 | Stufenbarren         | 19,40         | 14            | ausgeschieden | ausgeschieden | 14     |
| Andrea Bieger                                                                                 | Einzelmehrkampf      | 75,95         | 20            | 76,275        | 12            | 12     |
| Petra Kurbjuweit                                                                              | Boden                | 18,75         | 37            | ausgeschieden | ausgeschieden | 37     |
| Petra Kurbjuweit                                                                              | Schwebebalken        | 18,20         | 40            | ausgeschieden | ausgeschieden | 40     |
| Petra Kurbjuweit                                                                              | Sprung               | 18,75         | 32            | ausgeschieden | ausgeschieden | 32     |
| Petra Kurbjuweit                                                                              | Stufenbarren         | 18,90         | 38            | ausgeschieden | ausgeschieden | 38     |
| Petra Kurbjuweit                                                                              | Einzelmehrkampf      | 74,60         | 36            | 74,650        | 26            | 26     |
| Jutta Oltersdorf                                                                              | Boden                | 18,75         | 37            | ausgeschieden | ausgeschieden | 37     |
| Jutta Oltersdorf                                                                              | Schwebebalken        | 18,45         | 27            | ausgeschieden | ausgeschieden | 27     |
| Jutta Oltersdorf                                                                              | Sprung               | 18,35         | 63            | ausgeschieden | ausgeschieden | 63     |
| Jutta Oltersdorf                                                                              | Stufenbarren         | 19,05         | 30            | ausgeschieden | ausgeschieden | 30     |
| Jutta Oltersdorf                                                                              | Einzelmehrkampf      | 74,60         | 36            | 75,000        | 23            | 23     |
| Beate Renschler                                                                               | Boden                | 18,45         | 57            | ausgeschieden | ausgeschieden | 57     |
| Beate Renschler                                                                               | Schwebebalken        | 18,00         | 49            | ausgeschieden | ausgeschieden | 49     |
| Beate Renschler                                                                               | Sprung               | 18,60         | 40            | ausgeschieden | ausgeschieden | 40     |
| Beate Renschler                                                                               | Stufenbarren         | 18,20         | 72            | ausgeschieden | ausgeschieden | 72     |
| Beate Renschler                                                                               | Einzelmehrkampf      | 73,25         | 59            | ausgeschieden | ausgeschieden | 59     |
| Uta Schorn                                                                                    | Boden                | 18,30         | 66            | ausgeschieden | ausgeschieden | 66     |
| Uta Schorn                                                                                    | Schwebebalken        | 18,65         | 22            | ausgeschieden | ausgeschieden | 22     |
| Uta Schorn                                                                                    | Sprung               | 18,65         | 38            | ausgeschieden | ausgeschieden | 38     |
| Uta Schorn                                                                                    | Stufenbarren         | 17,95         | 80            | ausgeschieden | ausgeschieden | 80     |
| Uta Schorn                                                                                    | Einzelmehrkampf      | 73,55         | 56            | ausgeschieden | ausgeschieden | 56     |
| Traudl Schubert                                                                               | Boden                | 18,30         | 66            | ausgeschieden | ausgeschieden | 66     |
| Traudl Schubert                                                                               | Schwebebalken        | 18,20         | 40            | ausgeschieden | ausgeschieden | 40     |
| Traudl Schubert                                                                               | Sprung               | 18,40         | 56            | ausgeschieden | ausgeschieden | 56     |
| Traudl Schubert                                                                               | Stufenbarren         | 18,70         | 47            | ausgeschieden | ausgeschieden | 47     |
| Traudl Schubert                                                                               | Einzelmehrkampf      | 73,60         | 55            | ausgeschieden | ausgeschieden | 55     |
| Andrea Bieger Petra Kurbjuweit Jutta Oltersdorf Beate Renschler Uta Schorn Traudl Schubert    | Mannschaftsmehrkampf | —             | —             | 373,500       | 7             | 7      |
| Männer                                                                                        |                      |               |               |               |               |        |
| Reinhard Dietze                                                                               | Barren               | 17,75         | 62            | ausgeschieden | ausgeschieden | 62     |
| Reinhard Dietze                                                                               | Boden                | 18,00         | 46            | ausgeschieden | ausgeschieden | 46     |
| Reinhard Dietze                                                                               | Pauschenpferd        | 18,40         | 39            | ausgeschieden | ausgeschieden | 39     |
| Reinhard Dietze                                                                               | Reck                 | 18,30         | 49            | ausgeschieden | ausgeschieden | 49     |
| Reinhard Dietze                                                                               | Ringe                | 17,90         | 64            | ausgeschieden | ausgeschieden | 64     |
| Reinhard Dietze                                                                               | Sprung               | 18,45         | 51            | ausgeschieden | ausgeschieden | 51     |
| Reinhard Dietze                                                                               | Einzelmehrkampf      | 108,80        | 53            | ausgeschieden | ausgeschieden | 53     |
| Eberhard Gienger                                                                              | Barren               | 18,20         | 38            | ausgeschieden | ausgeschieden | 38     |
| Eberhard Gienger                                                                              | Boden                | 18,75         | 16            | ausgeschieden | ausgeschieden | 16     |
| Eberhard Gienger                                                                              | Pauschenpferd        | 19,10         | 9             | ausgeschieden | ausgeschieden | 9      |
| Eberhard Gienger                                                                              | Reck                 | 19,35         | 5             | 19,475        | 3             | Bronze |
| Eberhard Gienger                                                                              | Ringe                | 19,00         | 16            | ausgeschieden | ausgeschieden | 16     |
| Eberhard Gienger                                                                              | Sprung               | 18,90         | 19            | ausgeschieden | ausgeschieden | 19     |
| Eberhard Gienger                                                                              | Einzelmehrkampf      | 113,30        | 16            | 112,200       | 16            | 16     |
| Edgar Jorek                                                                                   | Barren               | 18,70         | 21            | ausgeschieden | ausgeschieden | 21     |
| Edgar Jorek                                                                                   | Boden                | 18,75         | 16            | ausgeschieden | ausgeschieden | 16     |
| Edgar Jorek                                                                                   | Pauschenpferd        | 18,25         | 47            | ausgeschieden | ausgeschieden | 47     |
| Edgar Jorek                                                                                   | Reck                 | 18,50         | 44            | ausgeschieden | ausgeschieden | 44     |
| Edgar Jorek                                                                                   | Ringe                | 18,80         | 24            | ausgeschieden | ausgeschieden | 24     |
| Edgar Jorek                                                                                   | Sprung               | 18,25         | 62            | ausgeschieden | ausgeschieden | 62     |
| Edgar Jorek                                                                                   | Einzelmehrkampf      | 111,25        | 29            | 111,775       | 17            | 17     |
| Reinhard Ritter                                                                               | Barren               | 17,75         | 62            | ausgeschieden | ausgeschieden | 62     |
| Reinhard Ritter                                                                               | Boden                | 17,85         | 55            | ausgeschieden | ausgeschieden | 55     |
| Reinhard Ritter                                                                               | Pauschenpferd        | 18,20         | 50            | ausgeschieden | ausgeschieden | 50     |
| Reinhard Ritter                                                                               | Reck                 | 17,25         | 76            | ausgeschieden | ausgeschieden | 76     |
| Reinhard Ritter                                                                               | Ringe                | 18,20         | 54            | ausgeschieden | ausgeschieden | 54     |
| Reinhard Ritter                                                                               | Sprung               | 18,50         | 44            | ausgeschieden | ausgeschieden | 44     |
| Reinhard Ritter                                                                               | Einzelmehrkampf      | 107,75        | 61            | ausgeschieden | ausgeschieden | 61     |
| Volker Rohrwick                                                                               | Barren               | 18,65         | 24            | ausgeschieden | ausgeschieden | 24     |
| Volker Rohrwick                                                                               | Boden                | 18,60         | 24            | ausgeschieden | ausgeschieden | 24     |
| Volker Rohrwick                                                                               | Pauschenpferd        | 18,45         | 34            | ausgeschieden | ausgeschieden | 34     |
| Volker Rohrwick                                                                               | Reck                 | 18,85         | 22            | ausgeschieden | ausgeschieden | 22     |
| Volker Rohrwick                                                                               | Ringe                | 18,90         | 20            | ausgeschieden | ausgeschieden | 20     |
| Volker Rohrwick                                                                               | Sprung               | 18,75         | 30            | ausgeschieden | ausgeschieden | 30     |
| Volker Rohrwick                                                                               | Einzelmehrkampf      | 112,20        | 22            | 111,550       | 19            | 19     |
| Werner Steinmetz                                                                              | Barren               | 17,85         | 56            | ausgeschieden | ausgeschieden | 56     |
| Werner Steinmetz                                                                              | Boden                | 18,45         | 29            | ausgeschieden | ausgeschieden | 29     |
| Werner Steinmetz                                                                              | Pauschenpferd        | 18,25         | 47            | ausgeschieden | ausgeschieden | 47     |
| Werner Steinmetz                                                                              | Reck                 | 18,55         | 39            | ausgeschieden | ausgeschieden | 39     |
| Werner Steinmetz                                                                              | Ringe                | 18,70         | 32            | ausgeschieden | ausgeschieden | 32     |
| Werner Steinmetz                                                                              | Sprung               | 18,50         | 44            | ausgeschieden | ausgeschieden | 44     |
| Werner Steinmetz                                                                              | Einzelmehrkampf      | 110,30        | 34            | ausgeschieden | ausgeschieden | 34     |
| Reinhard Dietze Eberhard Gienger Edgar Jorek Reinhard Ritter Volker Rohrwick Werner Steinmetz | Mannschaftsmehrkampf | —             | —             | 557,40        | 5             | 5      |

### Wasserball
| Wettbewerb | Männer |
| ---------- | --- |
| Athleten   | Roland Freund Martin Jellinghaus Günter Kilian Horst Kilian Wolfgang Mechler Werner Obschernikat Peter Röhle Hans Simon Jürgen Stiefel Ludger Weeke Günter Wolf |
| Vorrunde   | Kanada 5:0 Australien 4:3 Ungarn 0:4 |
| Finalrunde | Niederlande 2:3 Ungarn 3:5 Jugoslawien 4:4 Italien 3:4 Rumänien 3:5                                                                                             |
| Rang       | 6 |

### Wasserspringen
| Athleten           | Wettbewerb        | Qualifikation | Qualifikation | Finale        | Finale        | Rang          |
| Athleten           | Wettbewerb        | Punkte        | Rang          | Punkte        | Rang          | Rang          |
| ------------------ | ----------------- | ------------- | ------------- | ------------- | ------------- | ------------- |
| Frauen             |                   |               |               |               |               |               |
| Renate Piotraschke | 3-m-Kunstspringen | 377.49        | 19            | ausgeschieden | ausgeschieden | 19            |
| Renate Piotraschke | 10-m-Turmspringen | 328.62        | 16            | ausgeschieden | ausgeschieden | 16            |
| Ursula Sapp-Möckel | 3-m-Kunstspringen | 417.63        | 10            | ausgeschieden | ausgeschieden | 10            |
| Ursula Sapp-Möckel | 10-m-Turmspringen | 327.24        | 17            | ausgeschieden | ausgeschieden | 17            |
| Männer             |                   |               |               |               |               |               |
| Norbert Huda       | 3-m-Kunstspringen | 518.88        | 10            | ausgeschieden | ausgeschieden | 10            |
| Norbert Huda       | 10-m-Turmspringen | DNS           | DNS           | ausgeschieden | ausgeschieden | ausgeschieden |
| Dieter Dörr        | 3-m-Kunstspringen | 491.40        | 15            | ausgeschieden | ausgeschieden | 15            |
| Dieter Dörr        | 10-m-Turmspringen | 438.96        | 18            | ausgeschieden | ausgeschieden | 18            |